# Ерешкигал
Ерешкигал в месопотамската митология е повелителка на Иркала – земята на мъртвите или подземния свят. Понякога самата тя е наричана Иркала. Храмът, посветен на нея се намира в Кута (дн. Тел Ибрахим в провинция Бабил, Ирак).
Богинята Ищар нарича Ерешкигал своя по-голяма сестра в шумерския химн „Произходът на Ищар“. Пътуването на Инана/Ищар до подземното царство и обратно е сред най-популярните митове, свързани с Ерешкигал.
В някои версии на митовете за нея, тя управлява сама подземното царство, понякога заедно със съпруг на име Гугалана (Gugalana), който ѝ е подчинен.
Ерешкигал е майка на богинята Нунгал (Nungal). Има син на име Ниназу от Гугалана. Синът на Ерешкигал и Енлил е бог Намтар.